# 马珍
马珍（？—？），四川松潘人，是一名清朝政治人物。
马珍曾于同治三年（1864年）接替北克丹布任漳州府知府一职，同治四年（1865年）由刘惠人接任。